# Парламентарни избори в Румъния (2024)
Парламентарни избори в Румъния през 2024 г. се провеждат на 1 декември между двата тура на президентските избори. Нито една политическа партия не печели мнозинство на изборите, а управляващата Национална коалиция за Румъния, водена от Социалдемократическата партия и Националната либерална партия губи мнозинството си в двете камари на парламента.
На практика печеливши от парламентарните избори са малките десни консервативни и националистически партии, което потвърждава тенденцията от президентските избори в Румъния предишната неделя. Джордже Симион, лидер на „Алианс за обединение на румънците“, твърди, че са фалшифицирани бюлетини и урни пред очите на полицията. Според него румънският народ е гласувал в огромното си мнозинство за суверенните сили и на парламентарните избори, подобно на президентските миналата неделя.